# Lawrence Kohlberg
Lawrence Kohlberg, född 25 oktober 1927 i Bronxville, New York, död 19 januari 1987, var en amerikansk utvecklingspsykolog, känd för sitt arbete om moral, och dess inlärning och utveckling. Han var professor vid University of Chicago och Harvard University.

## Biografi
Efter andra världskriget, då han smugglade judar från Europa, började han studera psykologi vid University of Chicago, och tog kandidatexamen efter bara ett års studier. Genom verk av Jean Piaget, blev han intresserad av moraliskt tänkande hos barn. Han lade fram sin avhandling 1958, The Development of Modes of Thinking and Choices in Years 10 to 16, i vilken han tecknade konturerna till vad som skulle bli känt som Kohlbergs moraltrappa.
Efter att ha undervisat vid University of Chicago, blev han 1968 professor i pedagogik och socialpsykologi vid Harvard. 1969 var han i Israel och besökte kibbutzer, och fann att den moraliska utvecklingen hos ungdomar var högre där än bland ungdomar som inte levde i kibbutzer. Denna erfarenhet ledde till att han omprövade sin teori, och började undervisa vid high school för att testa en pedagogik som byggde på att eleverna upprättade relationer med varandra och där allt beslutsfattande var demokratiskt förankrat.
1971 drabbades han av en tropisk sjukdom, och fick sedan en svår depression som varade i 16 år. 19 januari 1987 utskrevs han från sjukhuset i Massachusetts, körde till kusten, och dränkte sig i Atlanten.

## Kohlbergs teori om moralisk utveckling
Kohlberg är framför allt känd för sin teori om en stegvis moralutveckling han menade att människor genomgår vid uppväxten. Teorin var inspirerad av Jean Piagets iakttagelser om hur barn reagerar på moraliska dilemman, och det första utkastet lades fram i hans doktorsavhandling 1958.
Teorin bygger på att moraliska överväganden, som är en förutsättning för ett etiskt beteende, har sex identifierbara utvecklingsfaser. Dessa faser kunde ingrupperas i tre nivåer. Kohlberg var främst intresserad av rättvisa, och hade rättvisan som utgångspunkt för studien.
Nivå 1 - Den prekonventionella nivån
1. Lydnad och straff styr moraliska överväganden, och syften har ingen betydelse
2. Jagorientering
Nivå 2 - Den konventionella nivån
3. Interpersonell inriktning, där barnet agerar för andras godkännande
4. Lag och ordningsorientering
Nivå 3 - Den postkonventionella nivån
5. Kontraktualistisk oritentering, där samhället och världen styr moraliskt handlande
6. Orientering mot universella principer, där samvetet styr och principerna är desamma för alla människor
Även om Kohlberg förknippade dessa faser och nivåer med vissa åldrar, menade han att även vuxna kan vara utpräglat prekonventionella, och låta egenintresset avgöra i dilemman. 
Steg 1. förknippade han med auktoritär etik, 2 med relativism, 3. med bibehållande av sociala roller, 4. med fundamentalism, 5. med majoritetsbeslut och demokrati, och 6. med konsensus och där rättvisan avgör vilka lagar som äger giltighet.
I sina studier konstaterade Kohlberg att somliga synes genomgå moralisk regression, och senare spekulerade han huruvida det fanns en sjunde fas, som byggde på religion, en transcendental-kosmisk moralisk orientering. Eftersom han hade svårigheter att finna empiriska bevis för en dylik, förblev den dock hypotetisk.
Den moraliska trappan som Kohlberg utvecklade är inte värdeneutral, utan bygger tvärt om på vissa metaetiska principer. Några centrala idéer är att det finns ett obestridligt förhållande mellan moral och förmåga till att resonera över moraliska beslut, att moral är universell, och att den mänskliga naturen har en förståelse av moral som utgörande av form och innehåll.
Kohlbergs teori har kritiserats, bland annat för att dess fundamentala rättvisa utesluter andra värden, varför andra argument än rättvisa inte tas med i bedömningen av människors moral. Andra menar att hans rationalistiska hållning med tron på att explicita argument som de mänskliga rättigheterna styr handlingar, inte gäller, utan att intuitiva principer även spelar roll, vilket är svårt att bedöma empiriskt.